# Dlapkin Dol
Dlapkin Dol (en macédonien Длапкин Дол ; en albanais Llapkidolli) est un village de l'ouest de la Macédoine du Nord, situé dans la municipalité de Kitchevo. Le village comptait 636 habitants en 2002.

## Démographie
Lors du recensement de 2002, le village comptait :
- Albanais : 633
- Macédoniens : 1
- Autres : 2